# Jennifer Russell
Jennifer Russell, née Jennifer Rebecca Embry (Houston, 7 augustus 1978) is een voormalig tennisspeelster uit de Verenigde Staten. Russell speelt rechtshandig. Zij begon met tennis toen zij drie jaar oud was. Zij was actief in het proftennis van 1997 tot en met 2006.
Jennifer Embry studeerde aan de Purdue-universiteit (1996–2000). Zij trad op 1 mei 2004 in het huwelijk met Jeff Russell.

## Loopbaan

### Enkelspel
Embry debuteerde in 1997 op het ITF-toernooi van El Paso (VS). Zij stond in 2000 voor het eerst in een finale, op het ITF-toernooi van Montreal (Canada) – zij verloor van de Ierse Kelly Liggan. Zij won geen ITF-titels in het enkelspel. Evenmin wist zij zich ooit te kwalificeren voor een WTA-hoofdtoernooi.

### Dubbelspel
Russell behaalde in het dubbelspel betere resultaten dan in het enkelspel. Zij debuteerde in 1997 op het ITF-toernooi van Little Rock (VS), samen met landgenote Holly Parkinson. Zij stond vier weken later voor het eerst in een finale, op het ITF-toernooi van Edmond (VS), samen met landgenote Claire Sessions-Bailey – zij verloren van het Amerikaanse duo Katie Schlukebir en Julie Scott. In 2000 veroverde Embry haar eerste titel, op het ITF-toernooi van Lachine (Canada), samen met landgenote Kristina Kraszewski, door het duo Amanda Augustus en Amy Jensen te verslaan. In totaal won zij dertien ITF-titels, de laatste in 2003 in Oyster Bay (VS).
In 2001 speelde Embry voor het eerst op een WTA-hoofdtoernooi, op het toernooi van Straatsburg, samen met landgenote Dawn Buth. Russell stond in 2004 voor het eerst in een WTA-finale, op het toernooi van Hasselt, samen met de Italiaanse Mara Santangelo – hier veroverde zij haar enige WTA-titel, door het Spaanse koppel Nuria Llagostera Vives en Marta Marrero te verslaan.
Haar beste resultaat op de grandslamtoernooien is het bereiken van de kwartfinale, op het Australian Open 2005, samen met Mara Santangelo. Haar hoogste notering op de WTA-ranglijst is de 41e plaats, die zij bereikte in november 2005.

## Palmares
| Legenda                |
| ---------------------- |
| Grandslamtoernooi      |
| Olympische Spelen      |
| Year-End Championships |
| Tier I                 |
| Tier II                |
| Tier III               |
| Tier IV & V            |

### WTA-finaleplaatsen enkelspel
geen

### WTA-finaleplaatsen vrouwendubbelspel
| nr.              | finale     | toernooi       | ondergrond | partner          | tegenstandsters                      | score    |         |
| ---------------- | ---------- | -------------- | ---------- | ---------------- | ------------------------------------ | -------- | ------- |
| gewonnen finales |            |                |            |                  |                                      |          |         |
| 1.               | 2004-10-03 | WTA Hasselt    | tapijt (i) | Mara Santangelo  | Nuria Llagostera Vives Marta Marrero | 6-3, 7-5 | details |
| verloren finales |            |                |            |                  |                                      |          |         |
| 1.               | 2005-06-12 | WTA Birmingham | gras       | Eléni Daniilídou | Daniela Hantuchová Ai Sugiyama       | 2-6, 3-6 | details |

### Gewonnen ITF-toernooien enkelspel
geen

### Gewonnen ITF-toernooien dubbelspel
| nr. | finale     | toernooi       | dotatie | ondergrond    | partner             | tegenstandsters in finale          | score         |
| --- | ---------- | -------------- | ------- | ------------- | ------------------- | ---------------------------------- | ------------- |
| 1.  | 2000-07-02 | Lachine        | $10.000 | gravel        | Kristina Kraszewski | Amanda Augustus Amy Jensen         | 6-1, 7-5      |
| 2.  | 2001-05-13 | Midlothian     | $25.000 | gravel        | Abigail Spears      | Maureen Drake Diana Srebrovic      | 7-6, 1-6, 6-2 |
| 3.  | 2001-09-16 | Peachtree City | $25.000 | hardcourt     | Allison Bradshaw    | Trudi Musgrave Julie Pullin        | 7-6, 6-2      |
| 4.  | 2001-11-18 | Mexico         | $25.000 | hardcourt     | Amanda Augustus     | Kelly Liggan Renata Voráčová       | 7-6, 2-6, 7-6 |
| 5.  | 2001-12-03 | West Columbia  | $50.000 | hardcourt     | Amanda Augustus     | Alina Zjidkova Abigail Spears      | 0-6, 6-3, 6-3 |
| 6.  | 2002-06-16 | Allentown      | $25.000 | hardcourt     | Jessica Lehnhoff    | Tanner Cochran Kristen Schlukebir  | 6-4, 6-7, 7-6 |
| 7.  | 2002-07-21 | Oyster Bay     | $50.000 | hardcourt     | Jessica Lehnhoff    | Nana Miyagi Irina Seljoetina       | 4-6, 6-4, 6-3 |
| 8.  | 2002-09-15 | Peachtree City | $25.000 | hardcourt     | Christina Wheeler   | Allison Baker Kristina Brandi      | 6-2, 7-6      |
| 9.  | 2002-10-20 | Sedona         | $25.000 | hardcourt     | Mashona Washington  | Milagros Sequera Christina Wheeler | 7-6, 7-5      |
| 10. | 2002-11-10 | Pittsburgh     | $50.000 | hardcourt (i) | Amy Frazier         | Nana Miyagi Milagros Sequera       | 6-4, 6-2      |
| 11. | 2003-05-11 | Sea Island     | $25.000 | gravel        | Jessica Lehnhoff    | Lisa McShea Christina Wheeler      | 6-3, 6-4      |
| 12. | 2003-07-13 | College Park   | $25.000 | hardcourt     | Lisa McShea         | Kristina Brandi Kim Grant          | 6-2, 4-6, 7-5 |
| 13. | 2003-07-20 | Oyster Bay     | $50.000 | hardcourt     | Jessica Lehnhoff    | Ansley Cargill Kelly Liggan        | 6-2, 6-3      |

## Resultaten grandslamtoernooien
| Legenda | Legenda                          |
| ------- | -------------------------------- |
| g.t.    | geen toernooi gehouden           |
| l.c.    | lagere categorie                 |
| –       | niet deelgenomen                 |
| G       | uitgeschakeld in de groepsfase   |
| 1R      | uitgeschakeld in de eerste ronde |
| 2R      | uitgeschakeld in de tweede ronde |
| 3R      | uitgeschakeld in de derde ronde  |
| 4R      | uitgeschakeld in de vierde ronde |
| KF      | uitgeschakeld in de kwartfinale  |
| HF      | uitgeschakeld in de halve finale |
| F       | de finale verloren               |
| W       | het toernooi gewonnen            |
| w-v     | winst/verlies-balans             |

### Enkelspel
geen

### Vrouwendubbelspel
| toernooi        | 2001 | 2002 | 2003 | 2004 | 2005 | 2006 |
| --------------- | ---- | ---- | ---- | ---- | ---- | ---- |
| Australian Open | –    | 1R   | –    | 1R   | KF   | 1R   |
| Roland Garros   | –    | 2R   | 1R   | 2R   | 1R   | –    |
| Wimbledon       | 1R   | 1R   | 1R   | 3R   | 2R   | –    |
| US Open         | 1R   | 2R   | 1R   | 1R   | 1R   | –    |

### Gemengd dubbelspel
| toernooi        | 2003 |    | 2005 |
| --------------- | ---- | -- | ---- |
| Australian Open | –    | –  |      |
| Roland Garros   | –    | –  |      |
| Wimbledon       | 2R   | 1R |      |
| US Open         | –    | –  |      |